# بدر (السنغال)
پُدُر هي إحدى بلدات السنغال، تقع على جزيرة مُرفيل (عظم الفيل) بين نهريّ السنغال ودُوى على الحُدُود مع موريتانيا، لتكون بذلك أقصى بلدات السنغال شمالًا، وموقعها هو ذاته لدولة تكرور القديمة. أبرز معالمها أطلال الحصن الفرنسي الذي بُني سنة 1854م أبَّان استعمار الفرنسيين البلاد، ليكون مركزًا لتجارة الذهب مع الغرب. أنجبت هذه البلدة بعض مشاهير السنغال في العصر الحديث، مثل مُصمِّمة الأزياء «أومو سي»، والموسيقي بابا مال، والمُطرب منصور سيك. أشارت الإحصاءات الحُكُوميَّة الرسميَّة سنة 2007م أنَّ عدد سُكَّان البلدة ارتفع من 9,472 نسمة سنة 2002م إلى 11,869 نسمة، وأنَّ 99% منهم مُسلمون.